# Dan Olweus
Dan Olweus (Nässjö, 18 de abril de 1931 – 20 de septiembre de 2020) fue un psicólogo sueco-noruego. Fue profesor investigador de psicología en la Universidad de Bergen, Noruega. Ha sido ampliamente reconocido como pionero mundial en la investigación sobre el acoso escolar.

## Biografía
Olweus nació el 18 de abril de 1931 en Nässjö, Suecia. En 1969, obtuvo un doctorado de la Universidad de Umeå en Suecia, con una disertación sobre comportamiento agresivo entre niños pequeños. Se incorporó a la facultad de la Universidad de Bergen, en Noruega, en 1970. Fue profesor de psicología de 1970 a 1995 y ha sido profesor investigador de psicología desde 1996.
Fue miembro del Centro de Estudios Avanzados en Ciencias del Comportamiento de la Universidad de Stanford de 1986 a 1987. Se desempeñó como presidente de la Sociedad Internacional de Investigación sobre la Agresión de 1995 a 1996.
Murió en septiembre de 2020.

## Investigación

### Acoso escolar
En la década de 1970, realizó un estudio sistemático sobre el acoso entre niños. Su trabajo se publicó en Escandinavia en 1973, y en Estados Unidos en 1978 (bajo el título: Agresión en las escuelas: matones y azotes). Generalmente, se considera que es el primer estudio científico sobre el acoso escolar en el mundo. Olweus definió el acoso escolar como un comportamiento agresivo no deseado que se repite a lo largo del tiempo e implica un desequilibrio de poder o fuerza.
El libro de 1993 de Olweus, Bullying at School: What We Know and What We Can Do, se ha traducido a 20 idiomas. Publicó el primer estudio sistemático sobre el acoso de profesores a estudiantes en 1996.

### Programa de prevención del acoso escolar de Olweus
En la década de 1980, llevó a cabo el primer estudio sistemático de un programa de intervención contra el acoso. El éxito del programa condujo a una iniciativa dirigida por el gobierno para implementar la intervención (que se conocería como el Programa de Prevención del Bullying de Olweus [OBPP]) en todas las escuelas primarias y secundarias de Noruega. El programa tiene como objetivo reducir el acoso mediante la reestructuración del aula de la escuela y recompensando los comportamientos positivos.
El OBPP se ha evaluado sistemáticamente en una serie de estudios a gran escala en Noruega que han incluido a más de 30.000 estudiantes. Los estudios han indicado una reducción en los informes de ser acosados e intimidando a otros de alrededor del 35 al 45%, entre los estudiantes involucrados en el programa. 
Un estudio, realizado por Olweus y Sue Limber de la Universidad de Clemson en Carolina del Sur, evaluó la efectividad del programa en las escuelas de EE. UU., incluidos casi 70.000 estudiantes, en el transcurso de tres años. El estudio encontró reducciones en los informes de los estudiantes de ser acosados e intimidar a otros, así como aumentos en las expresiones de empatía de los estudiantes. 
Además de Noruega y Estados Unidos, el OBPP se ha implementado en Islandia, Suecia y Lituania, y se está poniendo a prueba en México, Brasil y Alemania.

## Premios y honores
En 2002, Olweus recibió el Premio de Salud Pública nórdica del Consejo Nórdico. En 2003, Olweus recibió el Premio por Contribuciones Distinguidas a la Política Pública para la Infancia de la Sociedad para la Investigación en Desarrollo Infantil. 
Olweus recibió el premio 2011 de la Asociación Estadounidense de Psicología (APA) por sus contribuciones distinguidas al avance internacional de la psicología. En 2012, recibió el premio APA por contribuciones distinguidas a la investigación en políticas públicas. En 2018, recibió el Premio Christie de la Universidad de Bergen.